# Mōri Motonari
Mōri Motonari (毛利 元就?; Aki, 16 aprile 1497 – Aki, 6 luglio 1571) è stato un daimyō giapponese del periodo Sengoku.
Conosciuto anche come Matsu no Kami, era figlio di Mōri Hiromoto, capo del clan Mōri, vassallo del clan Ōuchi, che dominava l'estrema parte occidentale dell'Honshū.

## Biografia
Divenuto adulto servì il fratello Okimoto, capo del clan il quale morì nel 1516 e Motonari fu nominato custode del giovane figlio del defunto signore, Kōmatsumaru. Il daimyo più potente di Aki, Takeda Motoshige, approfittò della morte di Okimoto per lanciare un attacco sui domini Mōri e Kikkawa (alleati dei Mōri) portando 5000 uomini ad attaccare il castello di Arita. Motonari guidò un esercito alleato di circa 1.000 uonmini per contrastare i Takeda. Il comandante d'avanguardia dei Takeda, Kumagai Motonao, venne ucciso nei primi scontri e in risposta Motoshige stesso guidò l'esercito contro Motonari ma fu ucciso. La battaglia di Arita-Nakaide fu la prima di Motonari, e rappresenta un momento cruciale per i Mōri, i quali aumentarono notevolmente la loro influenza nella provincia di Aki. Tuttavia, qualche tempo dopo, gli Amago, in conflitto con gli Ōuchi, costrinsero i Mōri ad allearsi con loro. Nel 1522 Motonari sposò la figlia di Kikkawa Kunitsune, conosciuta oggi come Myōkyū (妙玖). Questo matrimonio assicurò l'amicizia dei Kikkawa e nel tempo avrebbe prodotto tre figli.
Nel 1523 gli Amago lanciarono un attacco contro i possedimenti degli Ōuchi ad Aki e Motonari guidò i Mōri in servizio nell'esercito di Amago Tsunehisa. Gli Amago furono respinti inizialmente nei loro tentativi di abbattere il castello di Kagamiyama, governato da Kurata Fusanobu. Motonari organizzò un piano che portò all'omicidio di Fusanobu. Il castello cadde e lo stesso Motonari ottenne ulteriore prestigio (assedio di Kagamiyama). Più tardi quello stesso anno Komatsumaru morì. Motonari venne nominato dai servitori della famiglia capo ufficiale del clan. Suo fratello minore, Sōgō Mototsuna, si risentì della decisione e tramò contro Motonari, solo per essere scoperto poco tempo dopo e costretto a suicidarsi. Anche il suo sostenitore Katsura Hirozumi e altri furono uccisi o si suicidarono. Le relazioni tra Mōri e Amago si deteriorarono nel corso degli anni successivi e Motonari decise di tagliare i suoi legami con gli Amago e di allearsi agli Ōuchi.
Nel 1528 Ōuchi Yoshioki morì e gli successe il figlio Yoshitaka. Gli Amago cercarono di approfittare dell'occasione ma con un minimi successi. Nel frattempo Motonari iniziò a consolidare il controllo dei Mōri ad Aki e a radunare attorno ad esso alleati locali, tra cui le famiglie Shisido, Kumagai e Amano. Gli sforzi degli Amago per riportare i Mōri sotto il loro dominio fallirono, e nel 1540 Amago Haruhisa inviò un consistente esercito ad Aki con l'intenzione di abbattere il castello di Kōriyama, roccaforte dei Mōri. Motonari era in pesante disparità numerica e si trincerò a Kōriyama, lanciando incursioni notturne per indebolire le truppe assedianti e contemporaneamente chiedendo aiuto agli Ōuchi. Durante l'assedio di Kōriyama gli Amago distrussero un certo numero di fortezze periferiche di Kōriyama e incendiarono la città attorno al castello. Ōuchi Yoshitaka inviò il suo generale Sue Harukata in aiuto di Motonari, e all'inizio di ottobre Sue arrivò e unì le forze con i Mōri i quali ruppero l'assedio e scacciarono gli Amago.
La sconfitta degli Amago ebbe il vantaggio di isolare i nemici dei Mōri, i Takeda. Motonari nel 1541 assediò Kanayama e Takeda Motosane fuggì a Izumo consegnando il castello ai Mōri.
Amago Tsunehisa morì nel novembre del 1541. Essendo questa una grande opportunità e considerando la dannosa sconfitta di Haruhisa a Kōriyama, Yoshitaka e Motonari pianificarono una campagna per abbattere il castello di Gassan-Toda. Le forze combinate si mobilitarono nel gennaio del 1542. Gli Ōuchi conquistarono il castello di Akana sul confine Iwami-Izumo dopo un assedio di tre mesi e alla fine dell'anno gli alleati si avvicinarono a Gassan-Toda. A quel punto le loro truppe erano stanche e ai limiti assoluti delle loro linee di rifornimento e numericamente non abbastanza potenti da assaltare il castello. Dopo combattimenti minori avvenuti all'inizio del nuovo anno, gli alleati subirono una sconfitta e si ritirarono. La prima battaglia di Gassan-Toda (1543) segnò una svolta per l'alleanza. Motonari tornò a Kōriyama per riprendersi dalla sconfitta mentre Yoshitaka, la cui fiducia si diceva fosse indebolita per sempre dal fiasco, si ritirò a Yamaguchi e si affidò sempre più ai suoi servitori anziani per gestire il dominio Ōuchi. Con la caduta di Yoshitaka nell'inattività, Motonari ebbe più spazio per espandersi in tutta Aki e consolidare il suo potere. Nel frattempo gli Amago approfittarono della loro recente vittoria per spingere la loro influenza nelle terre a est, nella provincia di Hōki, di Mimasaka e di Bitchū.
Nel corso degli anni successivi Motonari concluse alleanze con potenti altre importanti famiglie della zona come i Kumagai e i Murakami, quest'ultima era una famiglia composta da tre rami che formavano un'organizzazione pirata del Mare Interno. Nel 1550 Motonari fece in modo che i suoi figli assumessero la guida di due potenti clan Aki: i Kikkawa e i Kobayakawa. Il suo secondo figlio Mōri Motoharu venne adottato dai Kikkawa e il suo terzo figlio, Mōri Takakage, dai Kobayakawa. Il figlio maggiore ed erede di Motonari, un tempo ostaggio degli Ōuchi, era Mōri Takamoto, il padre del futuro Mōri Terumoto. Nel 1550 Motoharu e Takakage diventarono i signori dei loro rispettivi clan avendo sposato le figlie dei capi.
Come accennato Yoshitaka si era ritirato dagli affari di stato in seguito alla debacle di Izumo nel 1543. Durante i successivi sette anni consegnò la maggior parte delle questioni interne al clan in particolare ai Naitō ed a Sue Harukata. Nel 1550 lo stesso Sue si ribellò stanco del comportamento di Yoshitaka e prese il potere. La reazione immediata dei Mōri alla ribellione di Harukata rimane sconosciuta, ma nei primi anni successivi rimasero servitori degli Ōuchi. Motonari si accontentò di espandere la presenza di Mōri nella provincia di Bingo, assediando e conquistando il castello di Takiyama nel 1552.
Nel 1554 Motonari abbandonò tutte le pretese e si staccò da Sue spingendo quest'ultimo a radunare un grande esercito di ben 30.000 uomini. Motonari, sebbene più forte che mai, riuscì a malapena a raccogliere metà delle forze di Harukata. Ciò nonostante combatté con impeto nelle prime fasi del loro conflitto, sconfiggendo le truppe di Sue nella battaglia di Oshikibata a giugno. Nel 1555 le due forze si scontrarono nella decisiva battaglia di Miyajima e Harukata venne sconfitto. I Mōri avrebbero impiegato fino al 1557 per costringere Ōuchi Yoshinaga a suicidarsi e anni in più per conquistare completamente Suō e Nagato, facendo di Motonari il più potente signore del Giappone occidentale.
Motonari si ritirò ufficialmente a favore di Takamoto nel 1557 sebbene mantenne l'autorità sulla maggior parte degli affari del clan.
I successivi cinque anni furono occupati con la riorganizzazione dei territori Ōuchi appena conquistati. Inoltre iniziò una serie di battaglie con il potente daimyō del Kyūshū Ōtomo Sōrin (padre di Yoshinaga), ex alleato degli Ōuchi e poi degli Amago. I combattimenti furono incentrati sul castello di Moji, una roccaforte vitale nell'estrema punta settentrionale della provincia di Buzen. Moji cambiò mano diverse volte fino a quando non fu finalmente conquistato da Takamoto nel 1561. Motonari continuò i suoi sforzi nella provincia di Iwami e nel 1560 Honjō Tsunemitsu abbandonò gli Amago e si unì a Mōri. Tsunemitsu aveva cambiato alleanze nel corso degli anni diverse volte e nel 1562 Motonari lo fece assassinare per evitare di essere tradito. Amago Haruhisa morì improvvisamente nel gennaio 1561, lasciando suo figlio più debole Amago Yoshihisa a continuare la lotta. Pochi aiuti stavano arrivando da Gassan-Toda ai servitori di Amago a Iwami e nel 1562 furono conquistaste le miniere d'argento di Iwami.
Motonari si spinse a Izumo e fu quindi diretta una campagna per tagliare Gassan-Toda dalle sue linee di rifornimento. Nel 1563 Takamoto raggiunse suo padre a Izumo, ma morì improvvisamente nella villa di Wachi Saneharu nella provincia di Bingo. Motonari, colpito dalla notizia, in seguito nominò il giovane figlio di Takamoto, Terumoto, come erede e nel frattempo continuò a governare nonostante l'età avanzata. Sebbene non sia mai stata data una causa specifica della morte di Takamoto, si sospettava che si fosse trattato di un omicidio poiché Takamoto si era ammalato poco dopo cena. Motonari era sufficientemente sospettoso di Saneharu da far uccidere sia lui che suo fratello minore alcuni anni dopo, sebbene suo figlio fosse risparmiato e alla famiglia Wachi fu permesso di continuare.
Nell'autunno del 1563 i Mōri conquistarono il castello di Shiraga, un "satellite" vitale di Gassan-Toda. Uno tentativo degli Amago guidato dal fratello minore di Yoshihisa, Amago Tomohisa, per aiutare la guarnigione fallì e il castello si arrese dopo 70 giorni quando fu interrotta la fornitura d'acqua. Matsuda Michihisa, governatore di Shiraga, si suicidò, ma suo figlio Masayasu fuggì e sarebbe riemerso con il tentato restauro degli Amago anni dopo. Nel frattempo la caduta di Shiraga quasi isolò Gassan-Toda e i Mōri portarono i suoi 15.000 uomini nella fortezza di Amago nella primavera del 1564. Questa campagna è conosciuta come il secondo assedio di Gassan-Toda. Alla fine dell'assedio il castello cadde in mano ai Mōri e Yoshihisa venne esiliato.
Motonari soffrì di malattie durante la prima metà del 1560, quindi lo shōgun Ashikaga Yoshiteru gli mandò il suo medico, Manase Dōsan, per curarlo. Sembra che le sue condizioni fisiche peggiorarono e nel 1567 nacque il suo ultimo figlio, Kadokikumaru, in seguito noto come Kobayakawa Hidekane. Nelle sue due ultime battaglie Motonari conquistò il castello di Tachibana nell'assedio di Tachibana nel 1569 e vinse la battaglia di Fubeyama nel 1570.

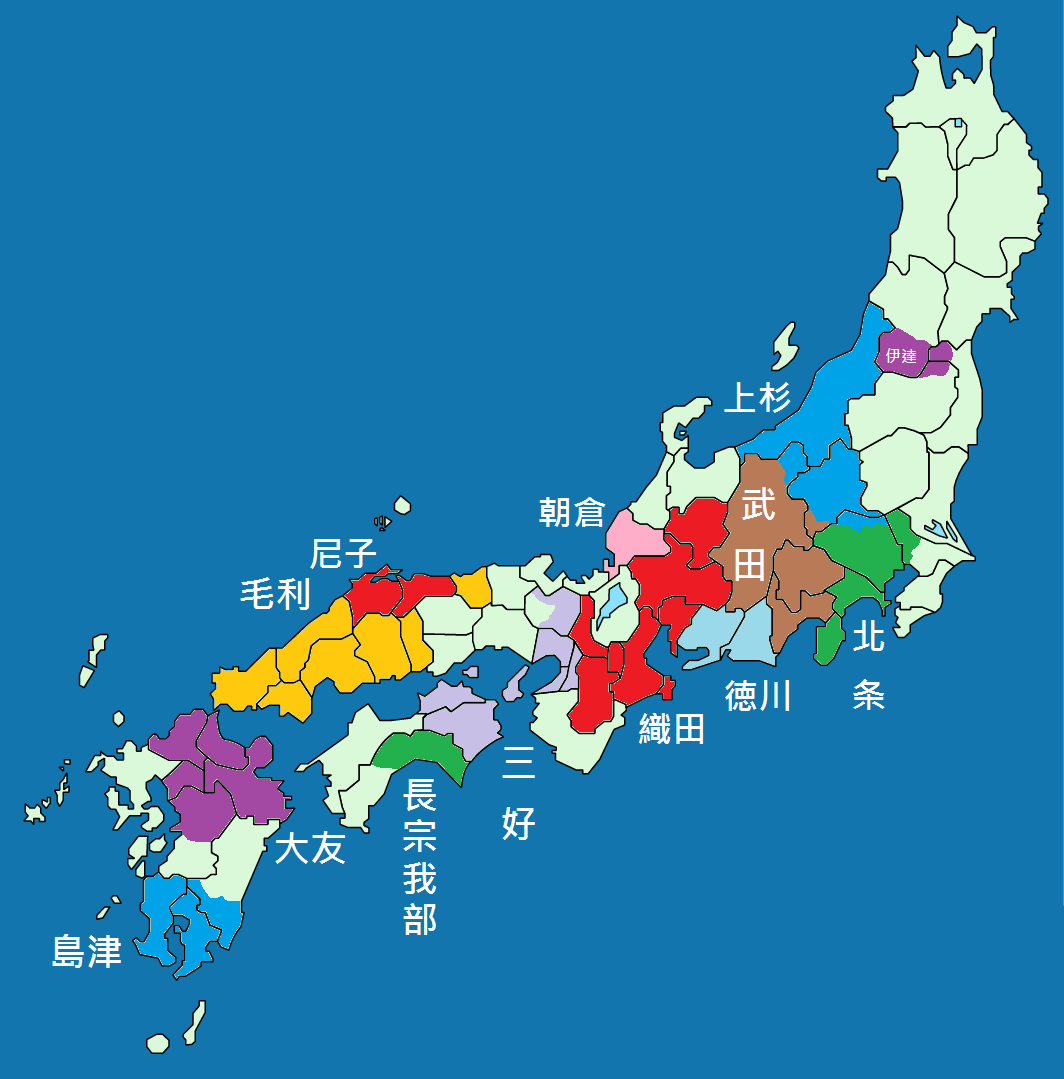
Giappone nel 1570. In arancione i domini dei Mōri.

Mōri Motonari morì il 14 giugno 1571, nel castello di Kōriyama all'età di 74 anni. Si dice che la causa della morte fosse sia cancro esofageo che vecchiaia.
Sotto la sua guida i Mōri si espansero da alcuni distretti di Aki fino a governare su dieci delle undici province del Chūgoku. Motonari era conosciuto anche ai suoi tempi come un maestro di astuzie e inganno, un signore della guerra i cui schemi vinsero tante battaglie quanto i suoi soldati. Le sue più grandi vittorie: Arita-Nakaide, Kōriyama e Itskushima (Miyajima) erano state tutte contro avversari numericamente superiori e avevano comportato un'azione audace da parte di Motonari. È interessante notare che viene probabilmente ricordato, almeno fuori dal Giappone, per un evento che probabilmente non ha mai avuto luogo: la "lezione delle tre frecce". In questa parabola Motonari dà a ciascuno dei suoi tre figli una freccia da spezzare. Quindi dà loro tre frecce raggruppate, e sottolinea che mentre una può essere rotta facilmente, non così tre unite come una. I tre figli erano ovviamente Takamoto, Motoharu e Takakage, e la lezione è quella che i bambini giapponesi imparano ancora oggi a scuola. In effetti, ebbe un totale di altri sei figli, due dei quali sembrano essere morti durante l'infanzia. Gli altri includevano Motoaki, Motokiyo, Motomasa e (Kobayakawa) Hidekane.
Oltre ad essere un geniale generale Motonari era anche un noto poeta e mecenate delle arti. Le lettere sopravvissute scritte da suo nipote Môri Terumoto descrivono Motonari come un uomo severo ed esigente con un occhio acuto. Gli successe Terumoto, figlio del defunto Takamoto.
Motonari, sua moglie e tre dei suoi figli sono sepolti ad Aibai-in, un tempio Daitokuji a Kyoto.

## Famiglia

mon del clan Mōri

In tutto Motonari ebbe nove figli e tre figlie; quattro bambini da sua moglie, tre da una consorte del clan Nomi, e quattro da una consorte del clan Miyoshi.
- Padre: Mōri Hiromoto (毛利弘元, 1466-1506)
- Madre: nome sconosciuto, figlia di Fukubara Hirotoshi (福原広俊).
  - Fratello: Mōri Okimoto (毛利興元, 1492-1516)
  - Fratello: Aiō Mototsuna (相合元綱, d. 1524)
  - Fratello: Kita Narikatsu (北就勝, d. 1557)
  - Fratello: Mitsuke Motouji (見付元氏)
    - Moglie: Lady Myōkyū (妙玖夫人, 1499-1546), figlia di Kikkawa Kunitsune (吉川国経).
      - 1st figlio: Mōri Takamoto (毛利隆元, 1523-1563)
        - Nipote: Mōri Terumoto (毛利輝元, 1553-1625)

      - 2nd figlio: Kikkawa Motoharu (吉川元春, 1530-1586)
      - 3rd figlio: Kobayakawa Takakage (小早川隆景, 1533-1597)
      - 1st figlia: nome sconosciuto', morì in giovane età, presa ostaggio dal clan Takahashi (高橋氏) e successivamente uccisa.
      - 2nd figlia: Goryū no Tsubone (五龍局, d.1574), moglie di Shishido Takaie (宍戸隆家).

    - Concubine: Nomi no Ōkata (乃美大方, d. 1601), figlia di Nomi Takaoki (乃美隆興).
      - 4th figlio: Hoida Motokiyo (穂井田元清, 1551-1597)
      - 7th figlio: Amano Motomasa (天野元政, 1559-1609)
      - 9th figlio: Kobayakawa Hidekane (小早川秀包, 1567-1601)

    - Concubine: nome sconosciuto, figlia di Miyoshi Masataka (三吉致高) del clan Miyoshi.
      - 5th figlio: Suginomori Motoaki (椙杜元秋, 1552-1585)
      - 6th figlio: Izuha Mototomo (出羽元倶, 1555-1571)
      - 8th figlio: Suetsugu Motoyasu (末次元康, 1560–1601)
      - 3rd figlia: nome sconosciuto, moglie di Uehara Motomasa (上原元将).

## Nella cultura di massa
Motonari ha ispirato il regista Akira Kurosawa nel famoso film Ran dove il capo clan chiede ai figli di spezzare prima una singola freccia e poi tre assieme, dimostrando che l'unione rende forti.
Questa scena del film ricorda infatti un episodio che si dice realmente accaduto fra Motonari e i suoi figli, e che ha anche ispirato il nome di una squadra di calcio, Sanfrecce Hiroshima.